# Incendie du Rim Fire
Le Rim Fire est un feu de forêt ou mégafeu actif du 17 août au 24 octobre 2013 dans le massif de la Sierra Nevada en Californie. Il démarre dans un canyon de la Forêt nationale de Stanislaus dans  le Comté de Tuolumne. Le feu a détruit 104 131 hectares dont une partie du territoire du Parc national de Yosemite.

## Impacts environnementaux
Pendant la première semaine de l'incendie, l'air devient peu respirable à Reno et dans le secteur du Lac Tahoe. Selon le national Health service la qualité de l'air a atteint un niveau dangereux depuis le parc de Yosemite à la vallée de San Joaquin. Plusieurs camps municipaux ou familiaux sont partiellement touchés, le camp de Berkeley-Tuolumne, le camp Tawonga, le camp Mather et le camp San José. Des secteurs du parc national de Yosemite sont envahies par une épaisse fumée toxique. Des retombées de cendres sont parvenues dans le réservoir Hetch Hetchy près du barrage d'O'Shaughnessy.

## Conséquences
Le Rim Fire a détruit cent douze structures, onze résidences, trois bâtiments commerciaux et quatre-vingt-dix-huit dépendances. L'incendie endommage les infrastructures électriques desservant la baie de San Francisco entrainant la fermeture de deux des trois centrales hydroélectriques. Comme Rim Fire menaçait le grand réservoir Hetch Hetchy qui fournit 85% de l'approvisonnement en eau de San Francisco les services publics de la ville ont transféré son contenu vers des réservoirs dans les comtés de San Mateo et d'Alameda. Le coût total de la lutte contre Rim Fire s'élève à 127 millions de dollars. Le bilan humain se chiffre à dix blessés.